# کله‌پوک‌ها
کله‌پوک‌ها (انگلیسی Block-Heads) نام یک فیلم کمدی با نقش آفرینی لورل و هاردی است.

## داستان
گروهبان لورل مسئول نگهبانی از سنگر می‌شود و لشکر پیش‌روی می‌کند. سال‌ها می‌گذرد، جنگ تمام می‌شود و او همچنان سرگرم نگهبانی است. دوست و هم‌رزم او هاردی در این مدت زندگی تشکیل داده و به خوشی زندگی می‌کند تا این که رفیق سادهٔ قدیمی خود گروهبان لورل را می‌یابد. او که از دیدن دوست خود بسیار خوشحال است او را با خود به خانه می‌برد اما ورود لورل به خانه یعنی آغاز مصیبت‌های که سر هاردی می‌آید. آنها در راه دوست قدیمی خود را می‌بینند که یک زن است. او که نمی‌دانسته هاردی ازدواج کرده چند دقیقه پیش از دیدن آنها نامه عاشقانه‌ای برای هاردی به شماره اتاقش داده و آنها با عجله
به اتاق هاردی می‌روند اما می‌بینند که زن هاردی برای خرید بیرون رفته‌است.
وقتی خانم هاردی به خانه می‌آید با هاردی دعوا می‌کند که چرا اینقدر دیر کرده و وقتی لورل را می‌بیند از خانه می‌رود. بر اساس خرابکاریهای لورل خانه خراب می‌شود و طی مشکلاتی زن شکارچی همسایه
به خانه آنها می‌آید. همان لحظه زن هاردی برمی‌گردد و لورل و هاردی زن همسایه را قایم می‌کند. زن هاردی
که می‌بیند خانه خراب شده داد فریاد راه می‌اندازد. شکارچی که نسبت به مسائل خانوادگی بسیار حساس است مداخله می‌کند و وقتی از گذشته خود صحبت می‌کند تا آنها را بترساند زن او می‌آید و از دست او عصبانی می‌شود. شکارچی تفنگ خود را برمی‌دارد و لورل و هاردی فرار می‌کنند.

## گزیدهٔ بازیگران
- استن لورل
- اولیور هاردی
- پاترشیا الیس
- مینا گامبل
- بیلی گیلبرت
- جیمز فینلیسون
- زفی تیلبری
- جیمز سی. مورتون
- کارل اسلوور
- چیل ویلز
- تامی باند
- اد براندنبورگ
- ژان دل وال